# Cinturón maicero estadounidense

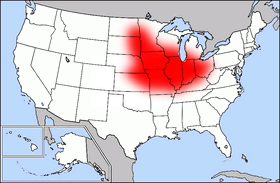
Mapa que muestra la localización del Cinturón maicero estadounidense, señalado en rojo.

Mapa de 2010 con los volúmenes precisos de producción por condado

El cinturón del maíz o Corn Belt  (en inglés), es una región del Medio Oeste de Estados Unidos donde el maíz ha sido, desde la década de 1850, la cosecha predominante, reemplazando a las altas hierbas autóctonas.
En el año 1950, el 99% del maíz se hacía crecer a partir de híbridos. La mayor parte del maíz se cultiva para el ganado, especialmente cerdos y aves de corral. En décadas más recientes, el cultivo de la soja ha crecido en importancia. Los Estados Unidos producen el 40% de la cosecha mundial de maíz. Su principal destino es el forraje y también se lo utiliza como materia prima industrial. Actualmente se ha extendido en esta misma área el cultivo de soja.
Las descripciones geográficas de la región varían. Típicamente se define de manera que incluya Iowa, Illinois, Indiana y Nebraska oriental, Kansas oriental, Minnesota meridional y partes de Misuri. Para el año 2008, los cuatro estados que producían más maíz eran Iowa, Nebraska, Illinois y Minnesota, donde el cultivo el maíz es preponderante y juntos producen alrededor del 50 % del maíz de todo Estados Unidos. Es una agricultura de grandes espacios, industrializada. El Cinturón de maíz también incluye, a veces, partes de Dakota del Sur, Dakota del Norte, Ohio, Wisconsin, Míchigan y Kentucky. La región se caracteriza por una tierra relativamente plana y suelos fértiles y profundos, altos en materia orgánica.
El término se ha vulgarizado y permite designar de manera sencilla las características de una cierta región en la que prevalece una agricultura intensiva. En el Corn Belt se localiza también una importante ganadería bovina y porcina. En términos más amplios, el "Cinturón del maíz" representa la región más intensamente agrícola del Medioeste, aludiendo a un estilo de vida basado en la propiedad familiar de las granjas, con pequeñas ciudades de apoyo y poderosas organizaciones agrícolas que hacen lobby para obtener precios más altos y menores costes. Este cultivo del maíz tiene una enorme influencia económica, industrial, tecnológica y sociológica tanto dentro como fuera de los Estados Unidos de América.
Esta región de los Estados Unidos tiene una gran similitud en fertilidad a los suelos sudamericanos, como el de Pergamino por ejemplo.

## Historia
En la época de 1860 a 1982, nueva tecnología agrícola transformó el cinturón maicero de una zona mixta de ganadería y agricultura a una zona de cultivo del cereal altamente especializada. Mientras el paisaje se modificó grandemente, la granja familiar siguió siendo habitual. Se incrementó su extensión conforme los granjeros fueron comprando a sus vecinos, quienes luego se trasladaron a las ciudades cercanas. Después de 1970 la producción incrementada de cosechas y carne requerían un lugar donde exportar, pero la recesión global y el dólar fuerte redujeron las exportaciones, hundiendo los precios por debajo del coste de producción.
El vicepresidente Henry A. Wallace, un político y pionero de las semillas híbridas, declaró en 1956 que el cinturón maicero desarrolló la "más productiva civilización agrícola que el mundo ha visto."